# Барлеттский вызов

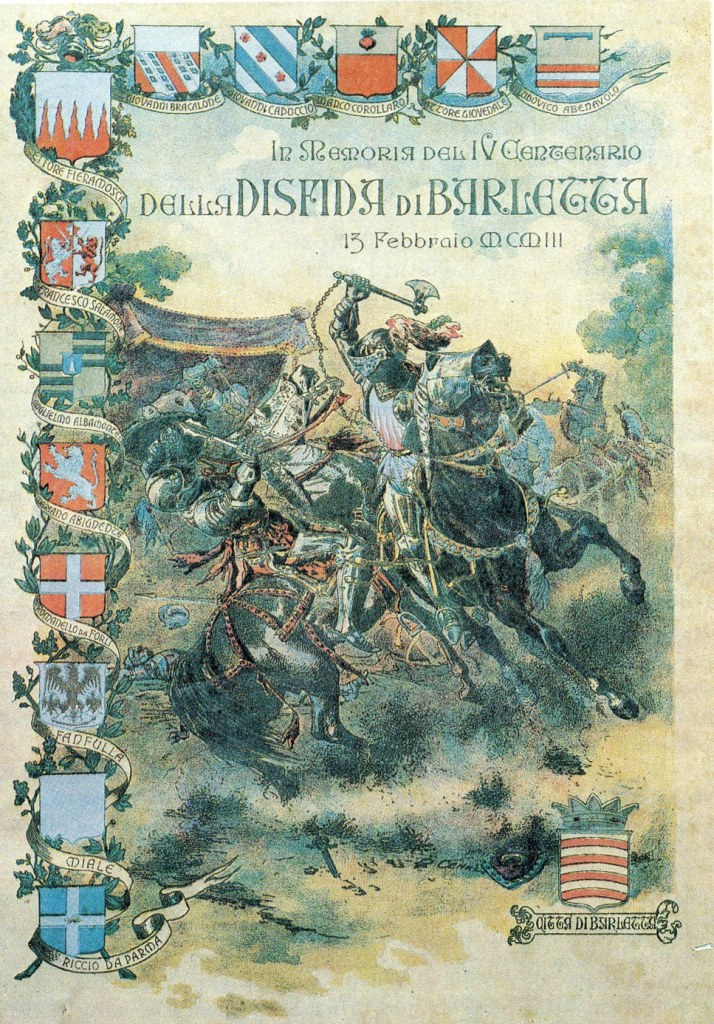
Плакат к четырёхсотлетию состязания

Барлеттский вызов (итал. Disfida di Barletta) — поединок 13 французских воинов, служивших королю Людовику XII, против 13 итальянских воинов, служивших испанскому королю Фердинанду II, который произошёл 13 февраля 1503 года во время Второй итальянской войны в районе города Трани под Барлеттой. Победителями этого состязания стали итальянцы.

## Предпосылки
С осени 1502 года французская армия под командованием герцога Немурского осаждала Барлетту, которую оборонял испанский гарнизон под командованием Гонсало де Кордова. Осада затянулась на несколько месяцев, французы и испанцы не раз вступали в небольшие стычки. Во время одной из них испанцы захватили французского рыцаря месье Ги де Ламотта (фр. Guy de la Motte), также известного как Шарль де Торг (фр. Charles de Torgues).
На следующий день после боя в Барлетте состоялся большой пир, который проходил в доме Энрико ди Мендоса (итал. Enrico di Mendoza). Среди участников пира был приор Мессины дон Пьетро д'Ориньо (итал. Pietro d'Origno). Сам пир проходил на фоне шедших переговоров между французскими и испанскими командирами об обмене военнопленными. Согласно рукописи, принадлежавшей дону Просперо Колонна, который участвовал в обороне Барлетты, во время пира де Ламотт, перебрав местного вина, затеял спор с участниками о воинских качествах итальянцев и грубо выразился в адрес последних. Историк Уильям Роскоу утверждал, что де Ламотт назвал итальянцев «неженками и трусами». В ответ на этот выпад испанский солдат Иньиго Лопес де Айяла заявил, что итальянцы не уступают в доблести французам. Современник событий врач Антонио Галатео так передавал слова Айялы:

Итальянцы стремятся к свободе, справедливости, равноправию и справедливому правлению больше всех прочих народов (…) Ни один народ так не любит, не понимает и по меньшей мере не желает свободы, как итальянцы. Ни один народ не проявит такого же героизма, если только ему достанутся достойные вожди.

В изложении Франческо Гвиччардини эта история выглядела следующим образом:

…кое-кто из итальянских рыцарей высказал в адрес французов несколько нелицеприятных слов, переданных горнистом во французском лагере и вызвавших с их стороны ответ. Стороны так распалились в ходе этой перебранки, что для защиты чести условились сойтись в надёжном месте и сразиться до полной победы.

Согласно Уильяму Роскоу, в ходе завязавшегося спора Лопес заявил, что среди его подчинённых есть отряд итальянских воинов, которые по храбрости не уступали французам и которым Лопес доверял настолько же, насколько он доверял своим землякам. Чтобы разрешить возникший спор, обе стороны договорились устроить состязание с участием 13 французов и 13 итальянцев, чтобы выявить победителя. Та сторона, которая одерживала победу, забирала себе доспехи и лошадей побеждённых рыцарей, а каждому из победителей полагалось 100 золотых крон.

## Участники
В сражении с каждой стороны участвовали 13 итальянских и 13 французских рыцарей. Командиром итальянцев был избран Этторе Фьерамоска. Из сотни желающих было отобрано ещё 12 итальянских воинов. Французов возглавил Шарль де Торг, он же Ги де Ламотт. С ним было 12 французских воинов, также из числа пленных, треть из которых служила в отряде, присланном савойским герцогом Филибером.
Судьями состязания были по четыре представителя от каждой стороны. Также каждая из сторон, следуя предварительным договорённостям, оставила по двух человек в заложниках.
| Участники Барлеттского вызова |                                                                        |                                                 |          |
| Итальянцы                     | Рыцари                                                                 | Рыцари                                          | Французы |
| Итальянцы                     | Этторе Фьерамоска (итал. Ettore Fieramosca)                            | Шарль де Торг (фр. Charles de Torgues)          | Французы |
| Итальянцы                     | Франческо Саламоне (итал. Francesco Salamone)                          | Марк де Фринь (фр. Marc de Frigne)              | Французы |
| Итальянцы                     | Марко Королларио (итал. Marco Corollario)                              | Жиру де Форс (фр. Girout de Forses)             | Французы |
| Итальянцы                     | Риччо да Парма (итал. Riccio da Parma)                                 | Клод Гражан д’Аст (фр. Claude Grajan d'Aste) †  | Французы |
| Итальянцы                     | Гульельмо Альбимонте (итал. Guglielmo Albimonte)                       | Мартеллен де Ламбри (фр. Martellin de Lambris)  | Французы |
| Итальянцы                     | Мариано Марчо Абиньенте (итал. Mariano Marcio Abignente)               | Пьер де Лиайе (фр. Pierre de Liaye)             | Французы |
| Итальянцы                     | Джованни Капоччо да Спинаццола (итал. Giovanni Capoccio da Spinazzola) | Жак де ля Фонтен (фр. Jacques de la Fontaine)   | Французы |
| Итальянцы                     | Джованни Бранкалеоне (итал. Giovanni Brancaleone)                      | Эльо де Баро (фр. Eliot de Baraut)              | Французы |
| Итальянцы                     | Лудовико Аминале да Терни (итал. Ludovico Aminale da Terni)            | Жан де Ланд (фр. Jean de Landes)                | Французы |
| Итальянцы                     | Этторе Джовенале (итал. Ettore Giovenale)                              | Сасе де Сасе (фр. Sacet de Sacet)               | Французы |
| Итальянцы                     | Фанфулла да Лоди (итал. Fanfulla da Lodi)                              | Франсуа де Пис (фр. François de Pise)           | Французы |
| Итальянцы                     | Романелло да Форли (итал. Romanello da Forlì)                          | Жак де Гинь (фр. Jacques de Guignes)            | Французы |
| Итальянцы                     | Этторе Де Паццис (итал. Ettore de' Pazzis)                             | Нот де ля Фрез (фр. Naute de la Fraise)         | Французы |
| Итальянцы                     | Судьи                                                                  |                                                 | Французы |
| Итальянцы                     | Франческо Дзурло (итал. Francesco Zurlo)                               | Месье ди Брольо (фр. Monsieur di Broglio)       | Французы |
| Итальянцы                     | Диего Вела (итал. Diego Vela)                                          | Месье ди Муртирбрах (фр. Monsier di Murtibrach) | Французы |
| Итальянцы                     | Франческо Спинола (итал. Francesco Spinola)                            | Месье де Бруэ (фр. Monsier de Bruet)            | Французы |
| Итальянцы                     | Алонсо Лопес (итал. Alonzo Lopez)                                      | Этум Сутт (фр. Etum Sutte)                      | Французы |
| Итальянцы                     | Заложники                                                              |                                                 | Французы |
| Итальянцы                     | Анджело Галеотта (итал. Angelo Galeotta)                               | Месье де Муснаи (фр. Monsieur de Musnai)        | Французы |
| Итальянцы                     | Альбернуччо Вальга (итал. Albernuccio Valga)                           | Месье де Дюмобль (фр. Monsieur de Dumoble)      | Французы |

## Ход дуэли
Поединок состоялся 13 февраля 1503 года на равнине между городами Андре и Корато. Состязание получило широкую огласку и привлекло внимание множества людей. По свидетельствам очевидцев, на стенах располагавшегося неподалеку города Трани собралось около десяти тысяч зрителей.
Перед боем итальянские рыцари отстояли мессу, а Гонсало де Кордова произнёс перед ними вдохновляющую речь, которую один из рыцарей позже записал и перевёл на испанский. Кордова, в частности, напомнил итальянцам об общих с испанцами древнеримских корнях и добавил, что итальянцам «выпала честь либо вернуть итальянскому имени славу, которой оно пользовалось не только во времена предков, но и при жизни, либо, не стяжав чести собственными силами, навсегда отказаться от мысли вывести страну из позорного рабства». После этого рыцари скромно пообедали и направились на собственных лошадях в полном снаряжении на поле сражения.
Согласно королевскому хронисту Жану д’Отону, единственному французскому источнику сведений об этом турнире, французы яростно атаковали первыми, едва дан был сигнал к началу состязания, тогда как все итальянцы оставались на месте. В результате пять французских воинов оказались за пределами поля боя и были с него удалены, благодаря чему итальянцы получили численное преимущество.
А. Скордо описывал начало боя следующим образом:

…итальянцы двинулись вперёд решительно, но не пришпоривая коней; то же сперва сделали и французы, которые затем, однако, перешли в галоп и за 20 шагов от противника разделились на две группы. Этторе приказал своим повторить этот манёвр, так что 5 итальянцев столкнулись с 6 французами, и остальные 8 — с 7 французами.

После первого столкновения все участники состязания остались в сёдлах. Несколько копий было сломано, поэтому бой продолжился на мечах и секирах. Французы вновь атаковали, стараясь вырвать направленные на них копья испанцев, чтобы передать их своим спешенным соратникам, однако после столкновения некоторые из них получили тяжёлые ранения и выбыли из схватки. Среди раненых был савойец Жан д’Аст, который умер от последствий ранений через несколько дней, став единственной жертвой состязания.
Двое итальянцев, сбитые с коней, но не получившие серьёзных ранений, продолжили сражаться. Римлянин Джованни Капоччо, а следом за ним и его товарищи «взялись за принесённые для этого пики и стали убивать вражеских коней». По совету Просперо Колонна, эти пики были заранее воткнуты в землю за позицией итальянцев. После этого ещё двое французов сдались.
Ключевое место в состязании занял поединок командиров. В нём Фьерамоске удалось победить де Ламотта, который также был удалён. В конце концов, остался всего один француз, Пьер де Шаль (он же Пьер де Лиайе), который упорно сражался до тех пор, пока судьи, не желавшие его гибели, не побудили его сдаться. В результате победителями оказались итальянцы.
Победители «вместе с пленными триумфально вступили в Барлетту под звуки труб и барабанов, гром пушек, аплодисменты и воинские кличи». Жители Барлетты вышли на улицы, приветствуя их, в соборе города отслужили торжественную мессу. Побеждённые французские пленные были оставлены в Барлетте в ожидании выкупа.
Фьерамоска стал графом Мильонико, а его соратники получили другие награды, среди которых было право включать в память о состязании изображение ожерелья из 13 золотых колец в свои гербы.
Считается, что поражение французов в этой дуэли положило начало большой череде неудач французской армии во Второй итальянской войне.

## Память

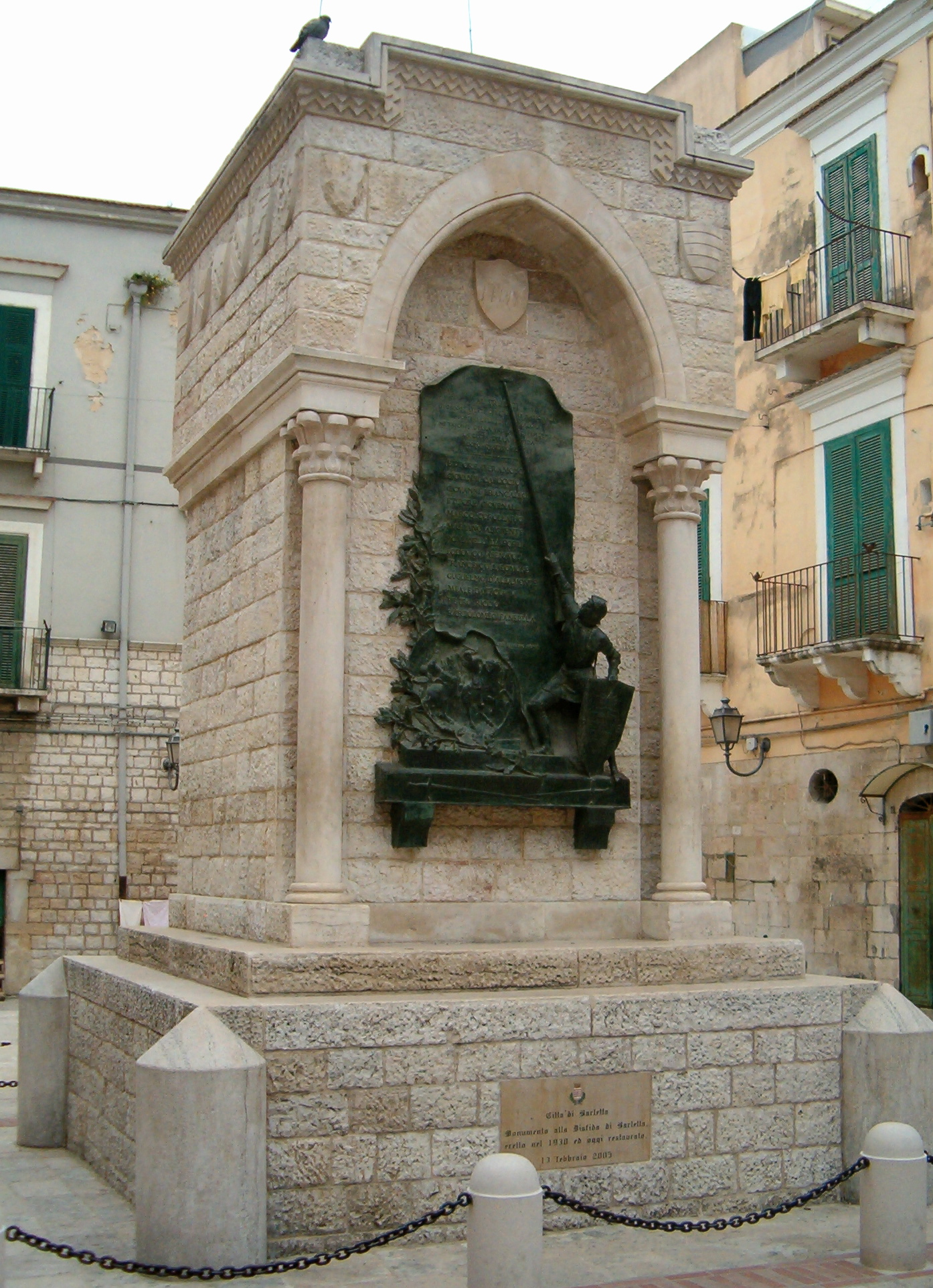
Монумент в Барлетте

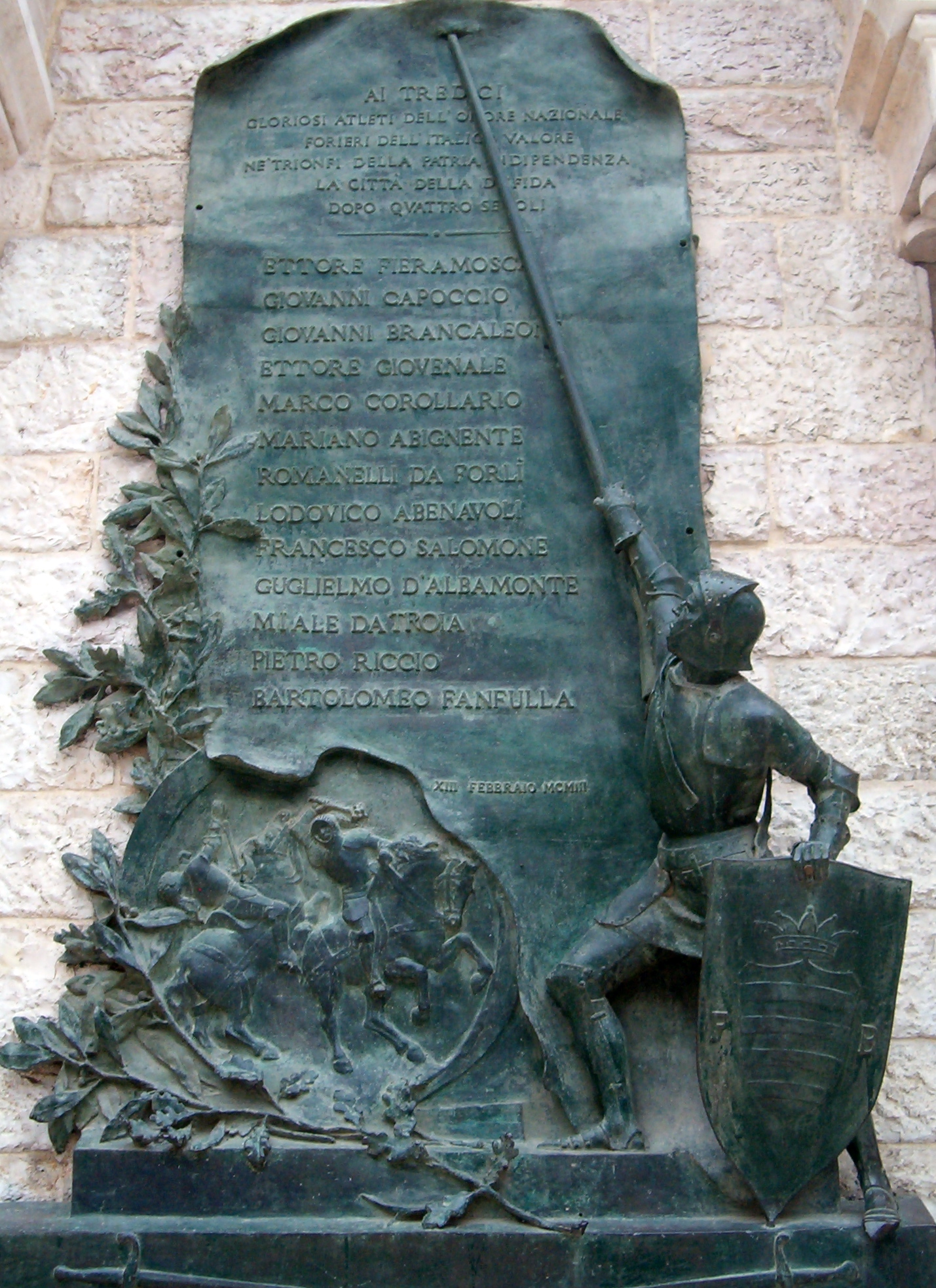
Щит на монументе, на котором высечены имена итальянских рыцарей

Состязание и победа в нём итальянцев стали предметом гордости для итальянцев эпохи Рисорджименто. В Барлетте тогда был сооружён монумент в память о состязании.
В начале XIX века политик, художник и писатель Массимо д’Адзельо изобразил состязание на картине, а в 1833 году он написал о нём роман «Этторе Фьерамоска, или Турнир в Барлетте». В XX веке по нему было снято четыре кинофильма, в том числе картина «Солдат удачи» 1976 года, представляющая собой комическую интерпретацию Барлеттского вызова (в роли Этторе Фьерамоска снялся Бад Спенсер).
По утверждению газеты The Guardian, в 1960-е годы в итальянских начальных школах детям рассказывали, что все 13 итальянских рыцарей, сражавшихся с французами, носили некие шарфы голубого или синего цвета. Учителя таким образом пытались объяснить, почему синий цвет является национальным цветом Италии.

## Комментарии
1. ↑  Он же Грайано д'Асти (итал. Graiano d'Asti)
2. ↑  Он же Лудовико Абеневоли (итал. Ludovico Abenevoli)
3. ↑  Он же Бартоломео Фанфулла (итал. Bartolomeo Fanfulla)
4. ↑  Он же Мияле да Троя (итал. Miale da Troia)
5. ↑  Некоторые источники утверждают, что среди них были Просперо Колонна и Пьер де Байяр[8].